# Schweiz liberala parti
Schweiz liberala parti – på tyska Liberale Partei der Schweiz (LPS), på franska Parti Libéral Suisse (PLS), på italienska Partito Liberale Svizzero (PLS) – var ett politiskt parti i Schweiz, som företrädde den marknadsliberala riktning och som ansågs ha sitt fäste bland de övre samhällsskikten. Det gick 2009 samman med FDP och bildade FDP. Liberalerna. 

## Historia

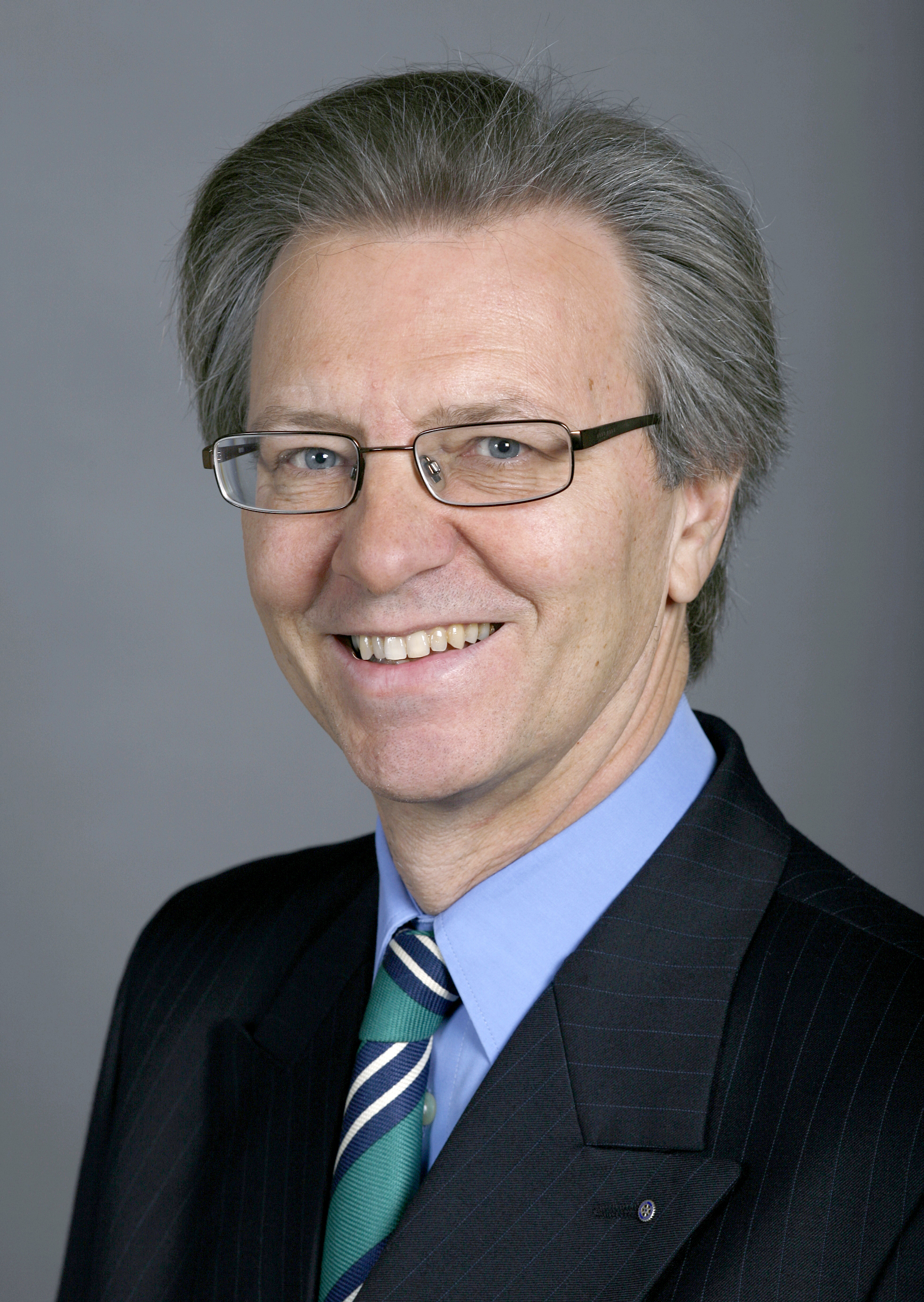
Claude Ruey var partiordförande 2002–2008

Partiets ursprung fanns bland 1800-talets liberaler eller liberalkonservativa, som hade en starkt federalistisk hållning. I de flesta kantonerna kom dessa att höra till De frisinnade (FDP); i de reformerta kantonerna i det fransktalande Schweiz (Genève, Vaud och Neuchâtel) och i Basel-Stadt förblev de självständiga. Mellan 1917 och 1919 hade LPS till och med en ledamot i Förbundsrådet.
På 1980- och 1990-talen försökte partiet visserligen få fäste i kantonerna Basel-Landschaft, Bern, Fribourg, Valais och Zürich, dock med måttligt resultat. Distriktet i Basel-Landschaft upplöstes sedermera. De övriga nya distrikten förblev betydelselösa, förutom i Wallis där LPS lyckades få in flera ledamöter i parlamentet. Detta misslyckande går tillbaka på att partiets högerliberala hållning redan företräddes i FDP i Zürichkantonen och av Schweiziska folkpartiet i Bernkantonen.
I sina fästen behöll LPS representationen i kantonregeringarna. I det nationella valet 2003 förlorade liberalerna emellertid sina parlamentsmandat i Basel-Stadt och Neuchâtel och representerades bara av vardera två platser för Genève och Vaud. Därmed uppfyllde inte partiet längre kraven för att vara en partigrupp; dess ledamöter anslöts 2003 till FDP:s partigrupp.

## Fusionen med FDP

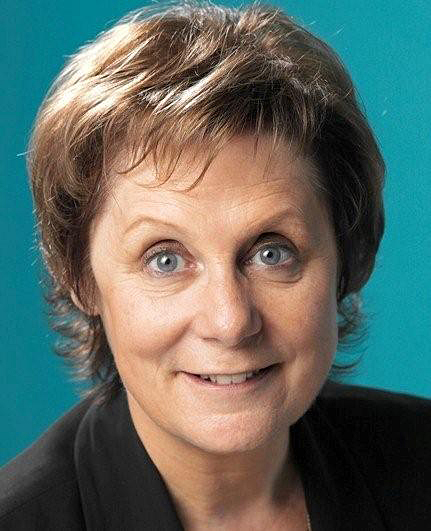
Martine Brunschwig-Graf

Till följd av de positiva erfarenheterna från gruppsamarbetet mellan LPS och FDP grundades 2005 en alliansen mellan de båda partierna  (Union der Freisinnigen und Liberalen – De frisinnades och liberalas förbund).
Den 1 mars 2007 gick LPS och FDP:s kvinnoförbund samman under namnet ”FDP-Frauen Schweiz – Wir Liberale” (FDP-kvinnorna Schweiz – Vi liberala).
2008 valdes den liberala nationalrådsledamoten Martine Brunschwig-Graf till vice gruppledare i FDP/LPS-parlamentsgruppen. Ungliberalerna gick samman med de unga frisinnade den 12 april 2008.
LPS och FDP deklarerade på en gemensam partistämma i Bern den 25 oktober 2008  att partierna skulle fusioneras fullt ut på nationell nivå och ett nytt schweiziskt liberalt parti grundades i början av 2009. Det nya partiet (FDP. Liberalerna) bär namnen ”FDP – Die Liberalen” / ”PLR – Les Libéraux-Radicaux” / ”PLR – I Liberali” / ”PLD – Ils Liberals” på landets fyra officiella språk.

### Fotnoter
1. ↑  ”Swissinfo: Liberales Bündnis gegen Links und Rechts”. Arkiverad från originalet den 30 september 2007. https://web.archive.org/web/20070930181107/http://www.swissinfo.org/ger/swissinfo.html?siteSect=881&sid=5899625. Läst 18 juli 2009.
2. ↑  Zusammenschluss von FDP Frauen und liberalen Frauen, news.ch, 30. Dezember 2007;    Les femmes veulent jouer les marieuses entre les Partis radical et libéral Arkiverad 19 januari 2016 hämtat från the Wayback Machine., Le Matin vom 29. Dezember 2007
3. ↑  FDP-Liberale Fraktion der Bundesversammlung Arkiverad 17 januari 2010 hämtat från the Wayback Machine.
4. ↑  Jungfreisinnige und -liberale fusionieren[död länk], LimmattalOnline, 12. April 2008
5. ↑  «Eine neue nationale Partei entsteht. FDP und LPS bilden gemeinsam das liberale Original»[död länk], FDP-Medienkonferenz, 15. Juli 2008